# Brasserie de Fort Carré
La brasserie de Fort Carré  ou usine Miko Ortiz, actuellement Ciné Quai est une ancienne usine alimentaire située à Saint-Dizier, dans le département de la Haute-Marne, dans la région Grand Est. Le bâtiment est inscrit à l'Inventaire général du patrimoine culturel depuis 1991.

## Brasserie

Affiche publicitaire réalisée en 1912 pour la brasserie du Fort-Carré de Saint-Dizier, dans laquelle Cappiello représente un des épisodes historiques les plus marquants de la ville de Haute-Marne - Bibliothèque municipale de Lyon, mis en ligne sur Numelyo

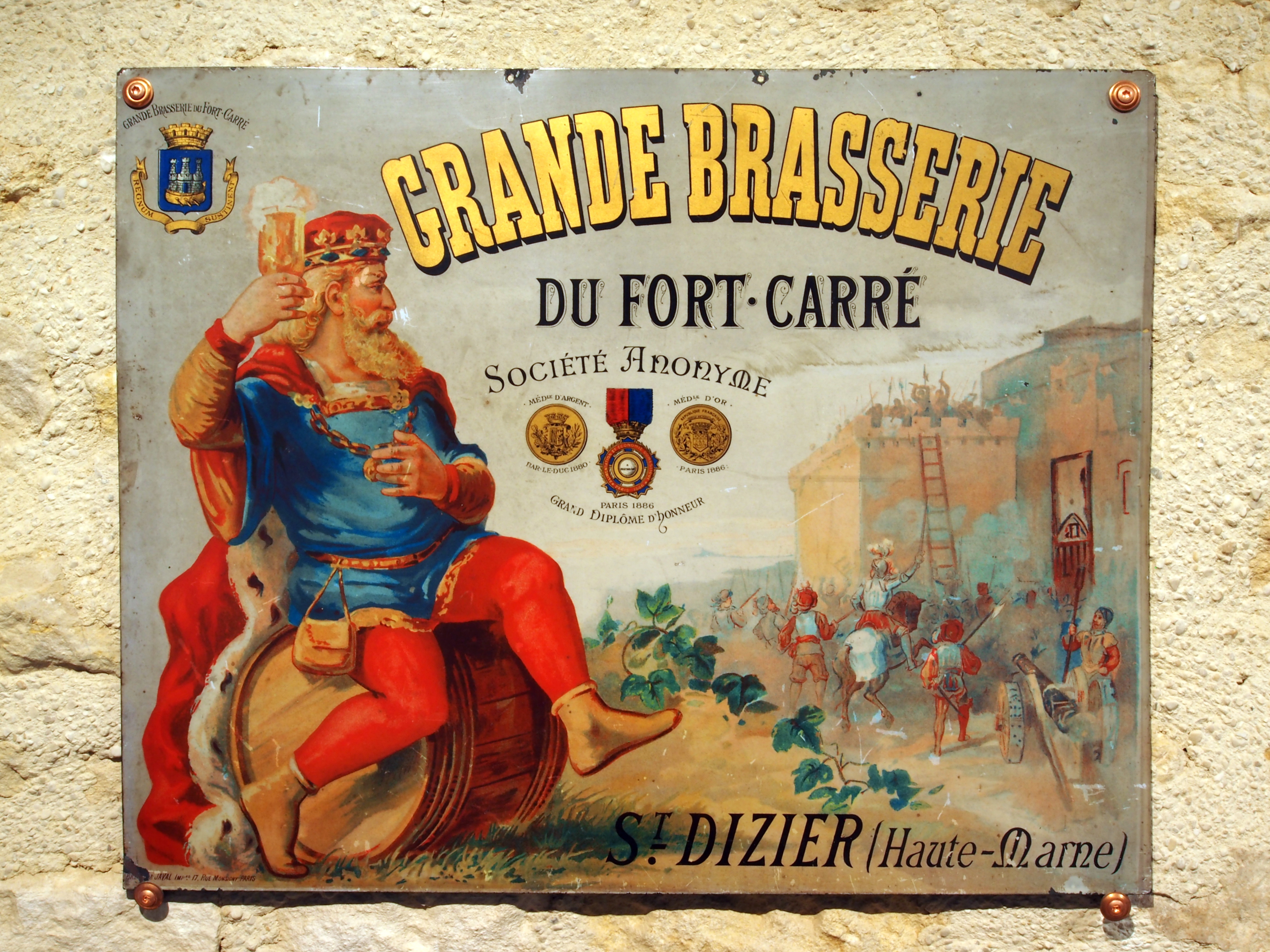
Publicité pour la bière Fort Carré (conservée au Musée de la Bière de Stenay).

La Brasserie de Fort Carré, créée en 1796,se situe au centre de la ville, le long du canal entre Champagne et Bourgogne entre la gare et le musée. L'architecte Demay y fait d'importantes reconstructions vers 1930 sur l'emplacement actuel. L'entreprise est ensuite achetée par la société des brasseries et malteries de Champigneulles en 1953, puis à la S.A.R.L. L. Ortiz et fils en 1955 qui fabrique des glaces. Il y a la construction du magasin industriel en 1965 de bureaux en 1978 puis d'un atelier de fabrication  ; des bâtiments sont utilisés comme garage d'autobus, comme logement patronal  bâti sur d'anciennes caves de la brasserie. Une partie est vendue vers 1958 à l'État pour abriter les bureaux de la Sécurité sociale. Le lieu reste des années en friches industrielles avant d'être transformé en cinéma, commerces et inauguré en 2006.

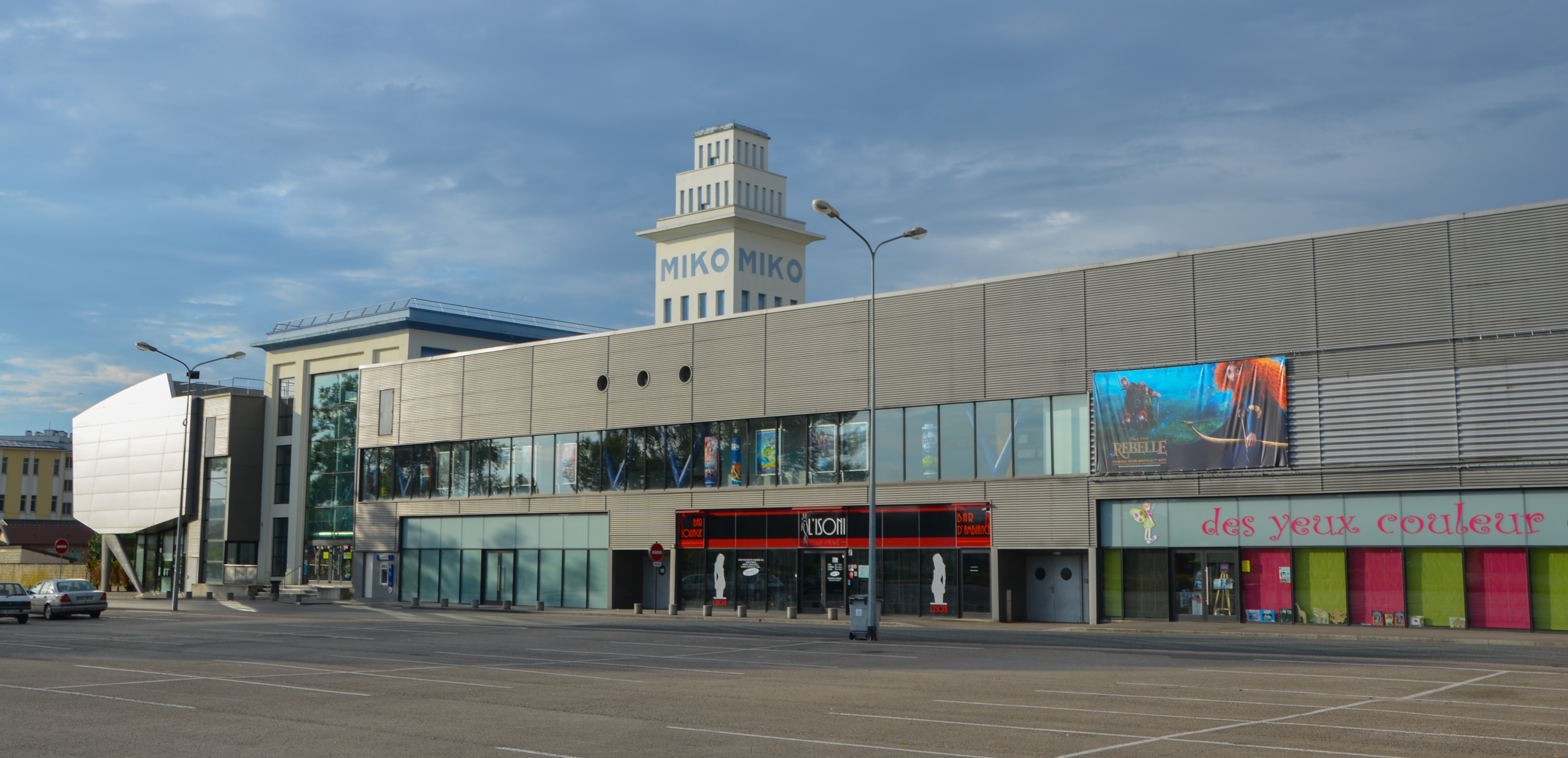
Cinéma et commerces.

Le site accueille aussi un musée en hommage à la place de Miko dans l'industrie cinématographique.